# Szlak Kulinarny Podkarpackie Smaki
Szlak Kulinarny Podkarpackie Smaki – szlak przebiegający przez obszar województwa podkarpackiego (produkt turystyczny), utworzony w 2013 roku przez Stowarzyszenie na Rzecz Rozwoju Podkarpacia „Pro Carpathia”.

## Charakterystyka
Na szlaku znajdują się certyfikowane restauracje, karczmy, oberże, tawerny, szynki, gospodarstwa agroturystyczne, winnice, cukiernie z obszaru województwa podkarpackiego oferujące tradycyjne dania kuchni regionalnej tego obszaru.
Celem szlaku jest promocja obiektów przygotowujących dania i potrawy z elementami charakterystycznymi dla kuchni grup etnograficznych, m.in. łemkowsko-bojkowskiej, pogórzańskiej, lasowiackiej oraz grup etnicznych: żydowskiej, ukraińskiej, niemieckiej, austriackiej, węgierskiej i tatarskiej.

## Rodzaje kuchni
- etniczna
- staropolska – dworska
- włościańska
- mieszczańska
- łemkowsko-bojkowska
- pogórzańska
- lasowiacka
- fusion – autorska

## Potrawy regionalne
- proziaki
- hreczanyki
- fuczki
- stolniki
- knysz
- wareniki
- studzienina

## Zasięg
Szlak kulinarny liczy trzy trasy: bieszczadzką, beskidzko-pogórzańską i północną, obejmując następujące miejscowości:
- Arłamów,
- Bachórz,
- Baranów Sandomierski,
- Basznia Dolna,
- Cisna,
- Czarna Górna,
- Dubiecko,
- Glinik Średni,
- Kielnarowa,
- Kolbuszowa,
- Kombornia,
- Krasiczyn,
- Krosno,
- Lesko,
- Łodyna,
- Medynia Głogowska,
- Mielec,
- Nowa Dęba,
- Orelec,
- Polańczyk,
- Przemyśl,
- Przysieki,
- Pstrągowa,
- Rzeszów,
- Sanok,
- Smerek,
- Smolnik,
- Solina,
- Tarnobrzeg,
- Tylawa,
- Ustjanowa Górna,
- Ustrzyki Dolne,
- Ustrzyki Górne,
- Wetlina,
- Wyżne[1].

## Wyróżnienia
- Wyróżnienie Szlaku Kulinarnego Podkarpackie Smaki tytułem Najlepszego Produktu Turystycznego 2014 roku przez Polską Regionalną Organizację Turystyczną[2].